# جورج بريغز
جورج بريغز (بالإنجليزية: George Briggs)‏ (3 مايو 1903 في المملكة المتحدة - ) هو لاعب كرة قدم بريطاني في مركز الهجوم. لعب مع برمنغهام سيتي ونادي بليموث أرجايل وWombwell F.C. ‏ وA.F.C. St Austell ‏ ودنابي يونايتد.